# 霍普金斯號驅逐艦 (DD-6)
霍普金斯號驅逐艦（舷號DD-6）是一艘隸屬於美國海軍的驅逐艦，為班布里奇級驅逐艦的六號艦。她是美軍第一艘以霍普金斯為名的軍艦，以紀念美國獨立戰爭時期的私掠准將伊薩克·霍普金斯（Esek Hopkins）。
霍普金斯號在1899年於夏蘭·荷令斯威鋼鐵廠（Harlan and Hollingsworth）開始建造，在1902年下水，於1903年服役。接著霍普金斯號分別在大西洋及東太平洋執勤。美國參與第一次世界大戰後，霍普金斯號留在近海作反潛巡航。戰後霍普金斯號在1919年退役除籍，並在1920年出售拆解。